# Билон, Николай
Николай Билон (?—7 (18) января 1765) — второй лектор французского языка и словесности в Московском университете. 

## Биография
Преподавал французский язык и словесность в Московском университете в течение шести лет (1759—1764).
В течение двух лет Николай Билон занимал должность секретаря Конференции Московского университета и писал протоколы на французском языке.
Известные печатные труды:
- «Abrégé de la Syntaxe française». — M., 1763
- «Abrégé de la Grammaire française en russe et en français» — M., 1764